# Vittorio Orlandi
Vittorio Orlandi (Cassano Magnago, 8 settembre 1938) è un cavaliere italiano, vincitore della medaglia di bronzo nel salto ad ostacoli a squadre di equitazione ai Giochi olimpici di Monaco di Baviera 1972.

## Biografia
Nel 2010 Vittorio Orlandi è presidente del canale satellitare Class Horse TV (n.221 della piattaforma Sky).
Dal 2015 al 2017 è stato presidente della FISE (Federazione Italiana Sport Equestri).
Nel 2017 ha istituito la Fondazione Vittorio Orlandi che sarà l’ente di riferimento per i tanti giovani talentuosi, per i proprietari di cavalli e per le figure professionali che operano nel nostro sport.

## Palmarès
| Anno | Manifestazione  | Sede              | Evento                      | Risultato |
| ---- | --------------- | ----------------- | --------------------------- | --------- |
| 1972 | Giochi olimpici | Monaco di Baviera | Salto ad ostacoli a squadre | Bronzo    |